# Benfärgad lövmätare
Benfärgad lövmätare (Idaea fuscovenosa) är en fjärilsart som beskrevs av Johann August Ephraim Goeze 1781. Benfärgad lövmätare ingår i släktet Idaea och familjen mätare, Geometridae. Arten är reproducerande i Sverige. En underart finns listad i Catalogue of Life, Idaea fuscovenosa corsula Schawerda, 1929.

## Bildgalleri

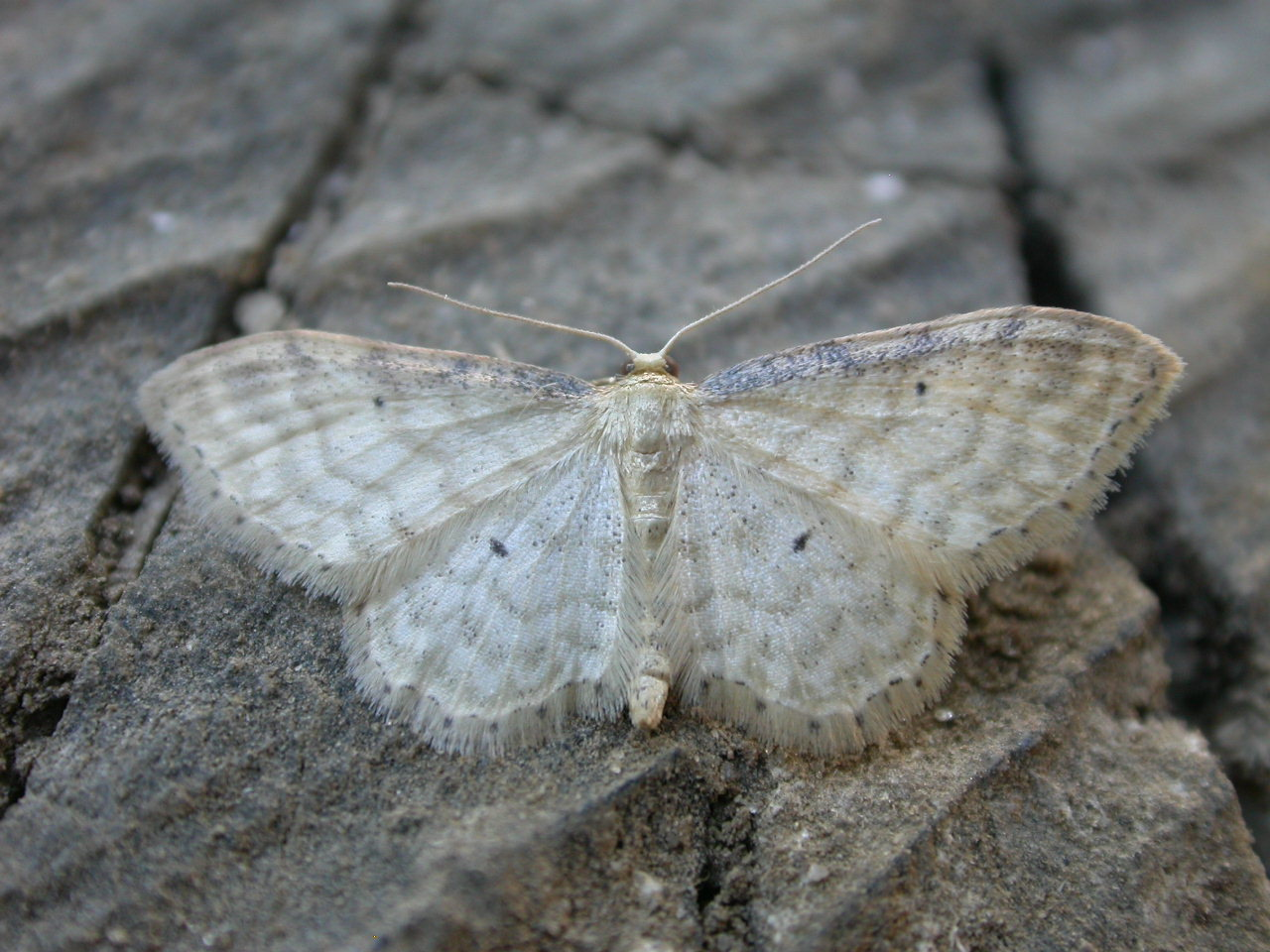
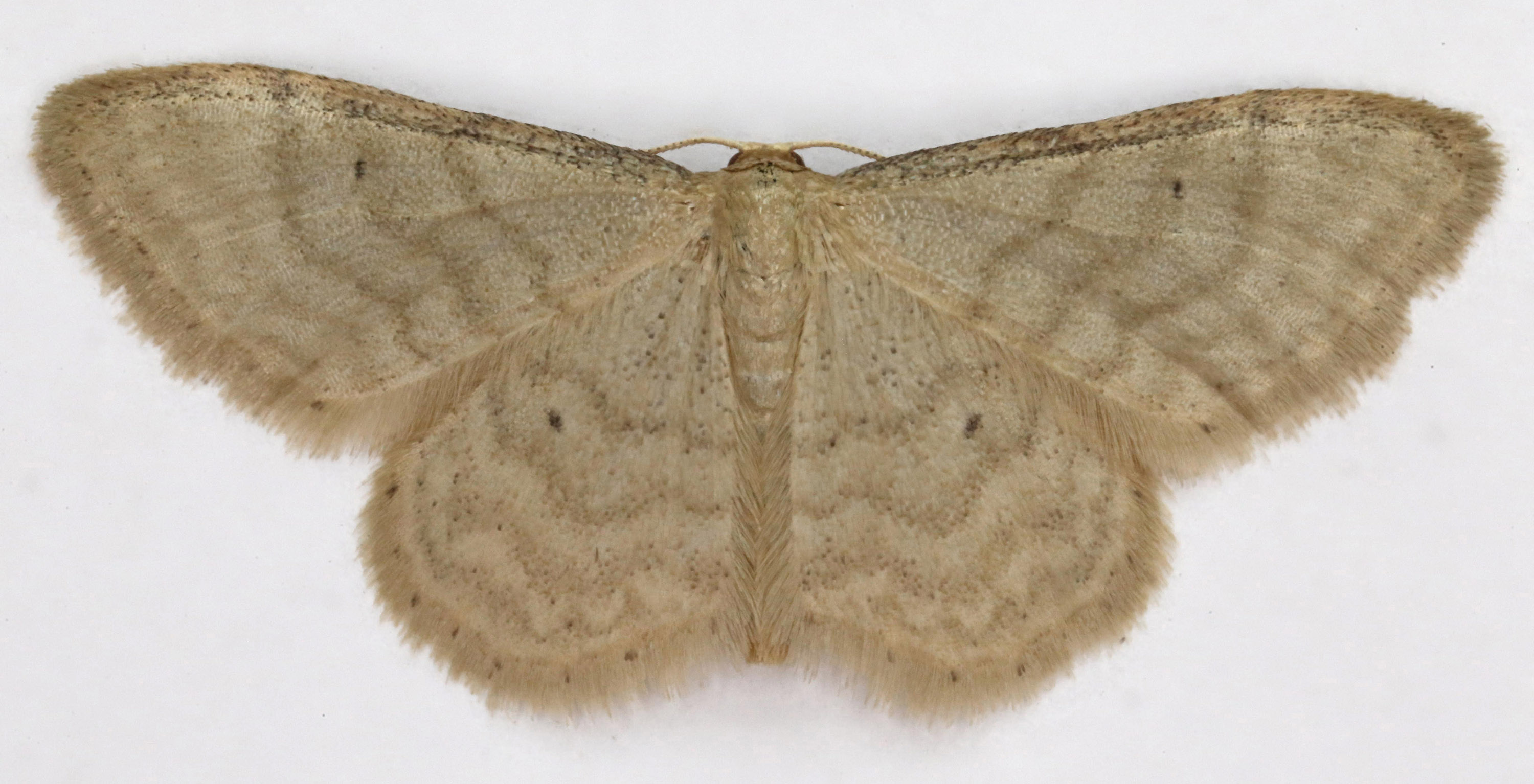
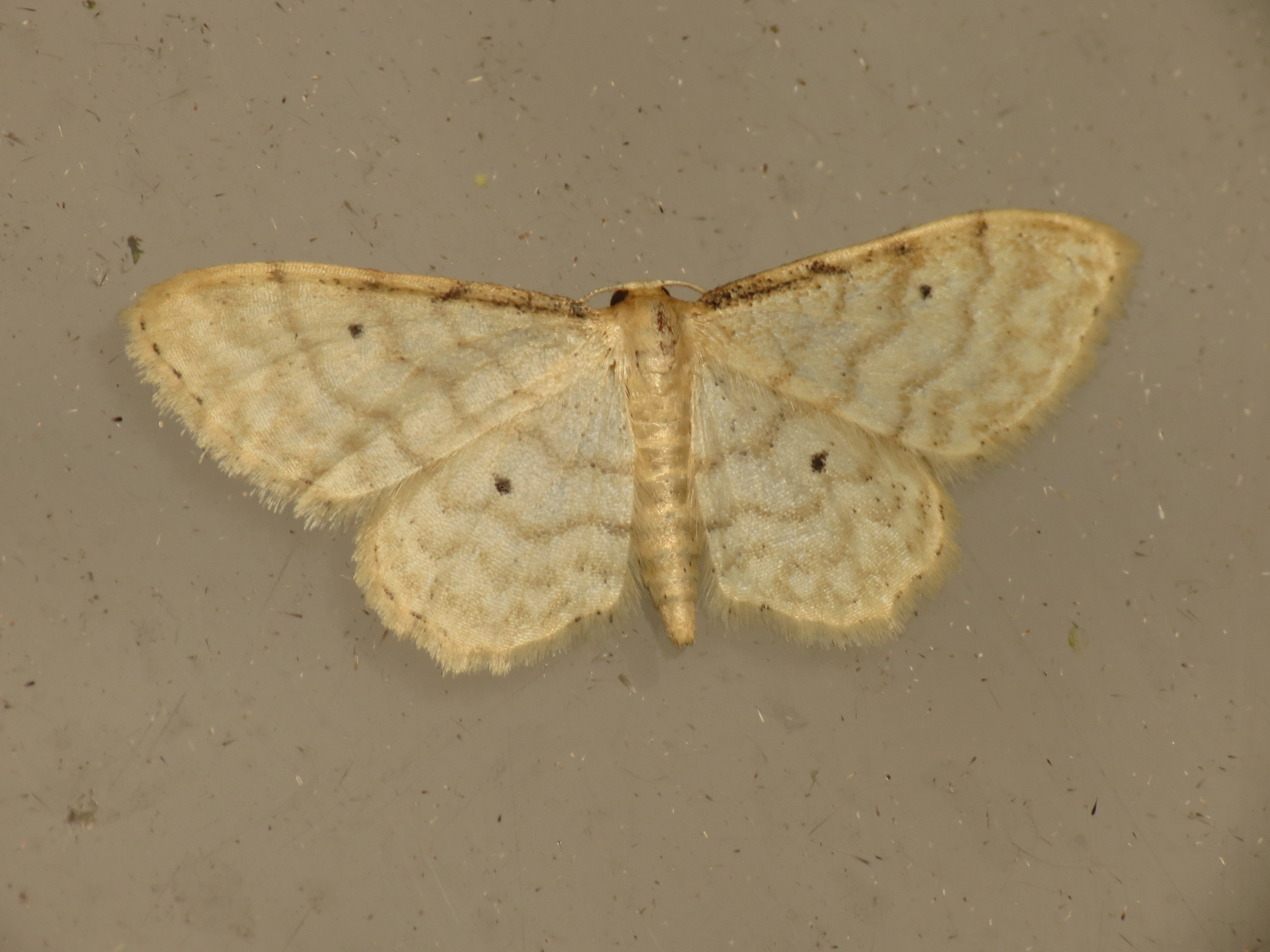